# Otto Wendel

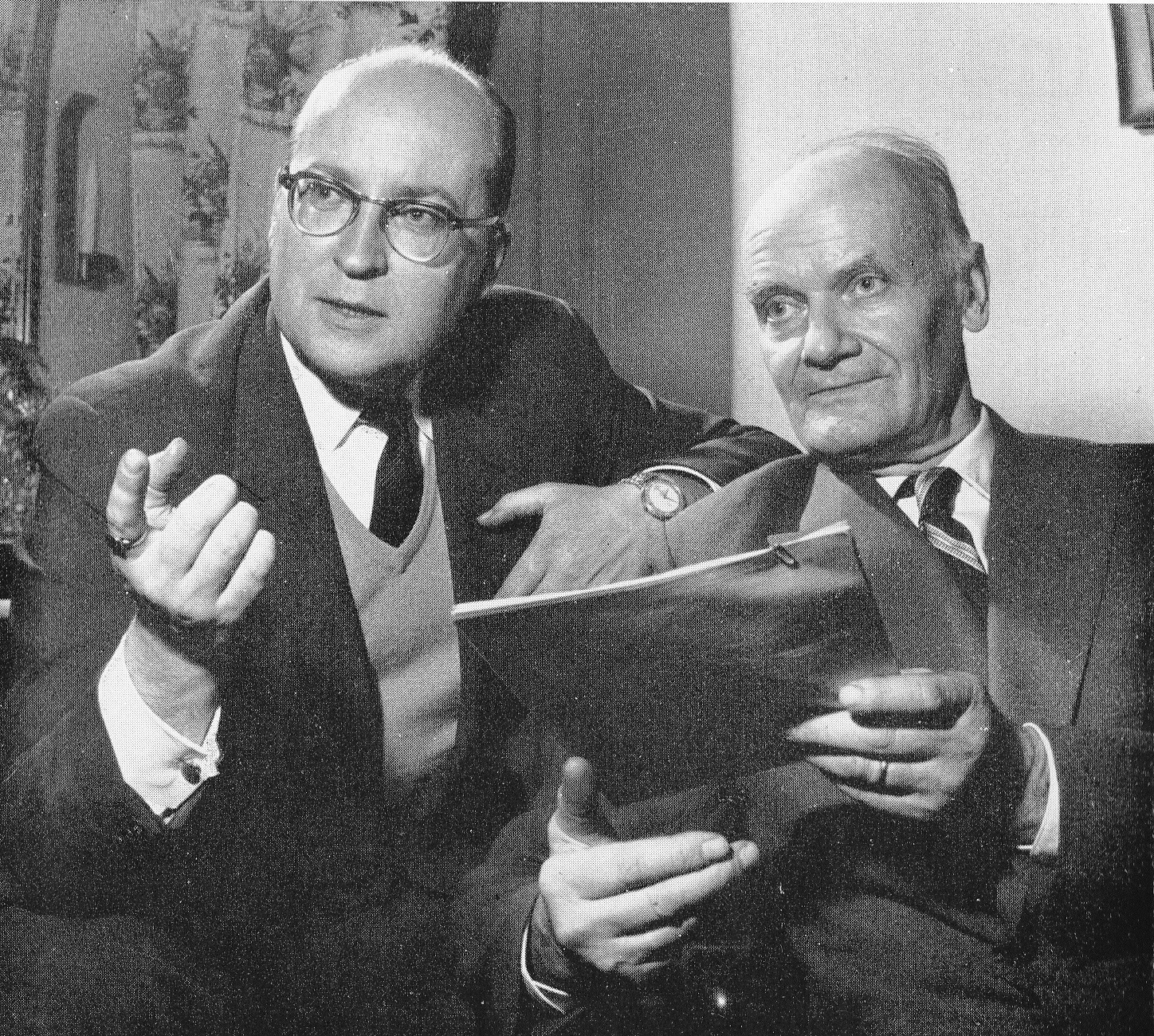
Otto Wendel till höger, Curt Falkenstam till vänster.

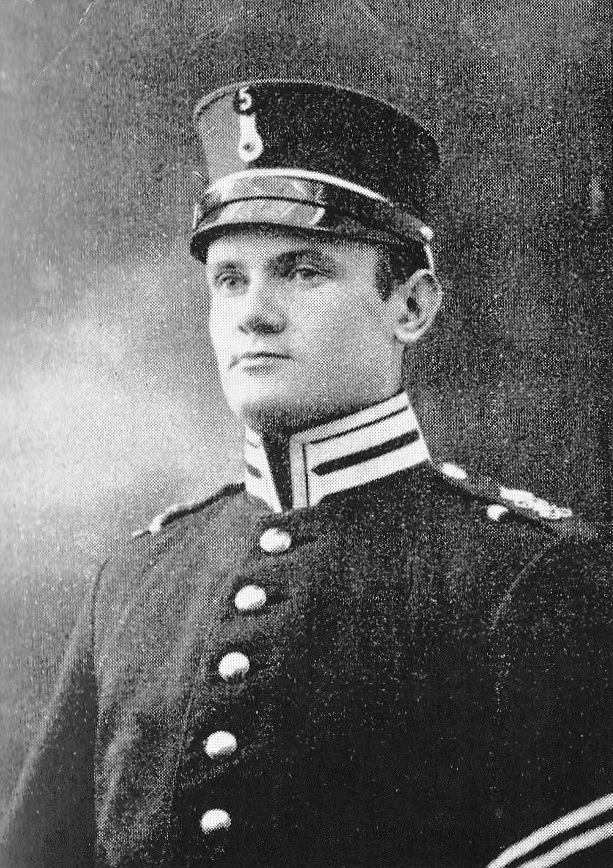
I livgardesuniform 1920.

Otto Patrik Wendel, född 3 mars 1898 i Munkarp i Skåne, död 4 februari 1985 i Stockholm, var en svensk polis och en av de första kriminalteknikerna i Sverige.

## Biografi
Wendel tog värvning vid Svea livgarde 1918, och efter avslutad utbildning vid Infanteriets underofficersskola i Karlsborg anställdes han 1924 som extra poliskonstapel vid Stockholmspolisen. 
Wendel visade tidigt intresse för kriminalteknik, och efter att ha tjänstgjort vid ordningspolisen och kriminalpolisen kommenderades han 1937, delvis mot sin vilja, till tjänstgöring vid Centralbyrån för fingeravtryck. 
Hösten 1939 startade Statens kriminaltekniska anstalt, SKA, med Harry Söderman som chef. Wendel sattes tillsammans med en kollega att sköta anstaltens Stockholmsavdelning. Wendel utvecklade tillsammans med sina kollegor kriminalteknisk utrustning och hjälpmedel och mycket av den erfarenhet som Wendel samlade på sig ligger fortfarande till grund för den teknik som används vid brottsplatsundersökningar.
Wendel är gravsatt på Skogskyrkogården i Stockholm.